# 刺柄南星
刺柄南星（学名：Arisaema asperatum）为天南星科天南星属的植物，是中国的特有植物。分布在中国大陆的陕西、四川、湖南、甘肃、湖北、河南等地，生长于海拔1,300米至2,900米的地区，多生长于山坡林下以及灌丛中，目前尚未由人工引种栽培。

## 别名
三步跳（四川叙永） 白南星、三角莲、南星（湖北巴东） 天南星、山苞谷（陕西太白山）